# Adam Sandler
Adam Richard Sandler, född 9 september 1966 i Brooklyn i New York, är en amerikansk komiker, skådespelare och filmproducent. Han fick sitt genombrott med sina egna filmer Billy Madison (1995) och Happy Gilmore (1996) som han fick möjlighet att göra efter att ha fått sparken från sketchprogrammet Saturday Night Live. Sandler har till största del byggt sin skådespelarkarriär och producentkarriär på komedifilmer som får dåliga recensioner men blir enorma finansiella framgångar. Oftast tillsammans med sitt eget producentbolag Happy Madison Productions. Hans filmer gjorde honom 2023 till världens bäst betalda skådespelare. Han har också medverkat i dramatiska roller vilket gjort honom till en erkänd skådespelare såsom Punch-Drunk Love (2002), Vänner för livet (2007), Men, Women & Children (2014), Spaceman (2024) och särskilt Uncut Gems (2019) där många kritiker, filmvetare och regissörer tyckte han förtjänade en Oscar.

## Biografi

### Uppväxt
Adam Sandlers föräldrar var förskoleläraren Judith Levine och elektroteknikern Stanley Sandler. Familjen är judisk och härstammar från ryskjudiska invandrare. Familjen flyttade till Manchester i New Hampshire när han var sex år gammal. Där växte han upp tills han återvände till New York för att studera drama på New York University. Han tog examen 1988.

### Tidig karriär och Saturday Night Live
Sandler fick 1987 rollen som en av huvudkaraktärernas vänner i Cosby. Efter sin filmdebut i Going Overboard (1989) började han satsa mer på ståuppkomik, något som han gjort sedan han var 17, på sin brors uppmaning. När han uppträdde på en klubb i Los Angeles var komikern Dennis Miller i publiken och rekommenderade honom till Saturday Night Live-producenten Lorne Michaels. Sandler fick då börja som manusförfattare för programmet 1990 och redan året efter var han en del av skådespelarensemblen. Där gjorde han stort intryck på den amerikanska publiken, särskilt med sina sånger som "The Thanksgiving Song", "The Chanukah Song" och karaktären Operaman som sjöng nyheter som opera. Han och Chris Farley fick sparken från programmet 1995 för oenighet med ledningen på TV-kanalen. När han återkom som värd 2019 sjöng han en sång om att få sparken från programmet. Under sin tid i programmet medverkade han också i filmerna Coneheads (1993) och Airheads (1994). I den sistnämnda filmen var det Sandler som ordnade rollen åt huvudrollsinnehavaren Brendan Fraser.

### Genombrott
Sandler fick efter sitt avsked från Saturday Night Live chansen att skriva ett manus och spela huvudrollen i komedin Billy Madison (1995) som titelrollen. Även om den fick till största del negativa recensioner spelade den in tillräckligt för att filmbolaget Universal Pictures skulle vara nöjda och blev därmed hans genombrott. Den har med tiden blivit en kultfilm. Han skulle året efter medverka i komedin Bulletproof som fick ett liknande resultat som Billy Madison.
Sandler fick sitt stora genombrott med golfkomedin Happy Gilmore (1996) som fick mestadels negativa recensioner men blev succé hos publiken. Den spelade in fyra gånger sin produktionskostnad. Han medverkade tillsammans med Drew Barrymore i The Wedding Singer (1998) som förutom att bli en finansiell framgång också fick mottaga till största delen positiva recensioner. Han skulle sedan medverka i den svarta komedin Very Bad Things (1998) men var tvungen att hoppa av för sitt åtagande till filmen The Waterboy (1998). The Waterboy fick dåliga recensioner men blev en hit och låg etta på biotoppen i flera länder. På sin premiärhelg slog den Ace Ventura – Den galopperande detektiven rider igen (1995) rekordet på bästa premiärhelg.

### Etablerad karriär och eget produktionsbolag
Mönstret med dålig kritik men hög inkomst på biograferna fortsatte för Sandler även i hans nästa film Big Daddy (1999). Filmen kom att bli nominerad till fem Golden Raspberry Awards däribland sämsta skådespelare för Sandler - vilken han vann. Samma år startade Sandler produktionsbolaget Happy Madison Productions där hans första producerade film blev Rob Schneiders film Hollywood gigolo (1999). Produktionsbolaget har därefter producerat nästan samtliga Sandlers filmer och har följt mönstret med dåliga recensioner men hög inkomst. Tre av produktionsbolagets filmer har hamnat på listor om årets sämsta film - Bucky Larson: Born to Be a Star (2011), Jack and Jill (2011) och That's My Boy (2012).

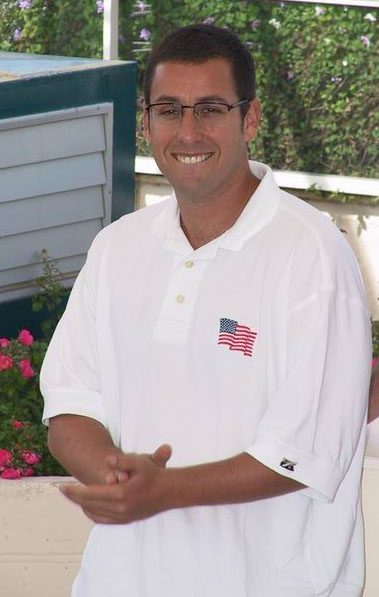
Sandler på Cannes filmfestival 2002.

Sandler gjorde en mer seriös roll när han spelade Barry Egan i Punch-Drunk Love (2002) regisserad av Paul Thomas Anderson. Anderson hade beskrivit sig som besatt av Sandlers filmer och hade skrivit rollen med Sandler i åtanke. Sandler har sagt att han var livrädd för att tacka ja efter att ha sett filmen Magnolia (1999), men när han fick manuset och förstod att rollen verkligen var skriven åt honom blev han lugn. Sandler och filmen blev hyllade och tävlade om Guldpalmen på Cannes filmfestival. Anderson fick istället priset för Bästa regissör. Sandler nominerades till en Golden Globe i kategorin Bästa manliga huvudroll – Komedi eller musikal för sin insats. Samma år medverkade han i komedin Mr. Deeds som blev rejält sågad men likväl blev en finansiell framgång.
Sandler medverkade tillsammans med Jack Nicholson i komedin Anger Management (2003). Han återförenades med Drew Barrymore i 50 First Dates (2004). Han gjorde sedan ytterligare en sportrelaterad komedifilm med Benknäckargänget (2005). Han medverkade tillsammans med Christopher Walken i Click (2006). Filmen blev Oscarsnominerad i kategorin Bästa smink. Samtliga filmer följde mönstret med dåliga recensioner och höga inkomster. Han gav sig på en till roll med en seriösare ton i Vänner för livet (2007). Filmen fick bra recensioner men blev ingen kommersiell succé.

### Fortsatta framgångar
Sandler återvände till komedierna med dåliga recensioner men höga inkomster i Härmed förklarar jag er Chuck och Larry (2007), Jiddra inte med Zohan (2008) och Bedtime Stories (2008). Vid denna tidpunkt blev han erbjuden rollen som Sgt. Donny Donowitz i Inglourios Basterds (2009) av Quentin Tarantino men fick avböja då han var bunden att göra Funny People (2009). I den svarta komedin Funny People spelade Sandler en seriösare roll som en dödssjuk komiker. Filmen fick god kritik med blev ingen kassako. Sandler samlade alla sina gamla Saturday Night Live kompisar Chris Rock, Rob Schneider och David Spade i filmen Grown Ups (2010). Han medverkade tillsammans med Jennifer Aniston i Min låtsasfru (2011) och tillsammans med Al Pacino i Jack and Jill (2011). Samtliga tre filmer följde mönstret med dåliga recensioner och finansiella succéer. Jack and Jill blev nominerad till tio kategorier i Golden Raspberry Awards och vann i samtliga kategorier.
That's My Boy (2012) bröt komedimönstret genom att inte bli kommersiellt gångbar. Han gjorde sedan rösten åt Greve Dracula i den animerade Hotell Transylvanien (2012) vilken blev en finansiell framgång. Han återförenade sitt Saturday Night Live-gäng och repriserade sin roll i Grown Ups 2 (2013). Den blev brutalt sågad men blev en kommersiell succé. Han återförenades med Drew Barrymore en tredje gång i Blended (2014) som även den fick negativa recensioner men blev en kommersiell framgång. Han medverkade sedan i dramafilmen Men, Women & Children (2014) i regi av Jason Reitman. Den fick inte samma mottagande som Sandlers föregående seriösare roller utan fick dålig kritik och en flopp. Sandler var 2014 också tilltänkt att vara rösten till den animerade karaktären Rocket Raccoon i superhjältefilmen Guardians of the Galaxy. Rollen gick istället till Bradley Cooper. Under 2015 medverkade Sandler i sin sista långfilm som gick upp på biograferna, Pixels, då han tillsammans med sitt produktionsbolag ingick ett avtal för fyra filmer att produceras åt Netflix.

### Netflix och Uncut Gems
Sandlers första film för Netflix blev komedifilmen The Ridiculous 6 (2015) som trots att den blev brutalt sågad, med ovanliga 0 % positiva recensioner på Rotten Tomatoes, blev den dittills mest streamade filmen i historien. Hans två nästa filmer för Netflix, The Do-Over (2016) och Sandy Wexler (2017) blev sågade men väl streamade. I den fjärde filmen för Netflix medverkade han i den av Noah Baumbach regisserade dramafilmen The Meyerowitz Stories (2017). Filmen och Sandler blev kritikerrosade och tävlade om Guldpalmen på filmfestivalen i Cannes. Samarbetet med Netflix utökades samma år med ytterligare fyra filmer.
Sandler återförenades med Chris Rock i Netflixkomedin The Week Of (2018) och gjorde ståuppshowen Adam Sandler: 100% Fresh (2018). Han repriserade samma år sin röstroll som Greve Dracula i Hotell Transylvanien 3: En monstersemester. Han återförenades sedan återigen med Jennifer Aniston i Netflixkomedin Murder Mystery (2019). Även den fick dålig kritik men slog rekordet för den mest streamade filmen under en premiärhelg.
Sandler medverkade i rollen som juveleraren Howard Ratner i kriminaldramat Uncut Gems (2019). Filmen regisserades av Josh och Benny Safdie och blev unisont hyllad. Även Sandlers insats hyllades och anses vara hans bästa i karriären. Många kritiker menade också att det var 2019 års  bästa rolltolkning. Flera filmvetare, kritiker och regissörer ansåg att Sandler förtjänade en Oscarsvinst. Oscarsnomineringen uteblev men han mottog en Independent Spirit Awards. Sandler hotade även Oscarsakademin att han skulle göra världens sämsta film om de inte nominerade honom. Den filmen blev Netflixkomedin Hubie Halloween (2020). Han ingick ett nytt avtal med Netflix på fyra filmer vilket de betalade 275 miljoner dollar för.

### Fortsatta Netflixsamarbete och hyllningar

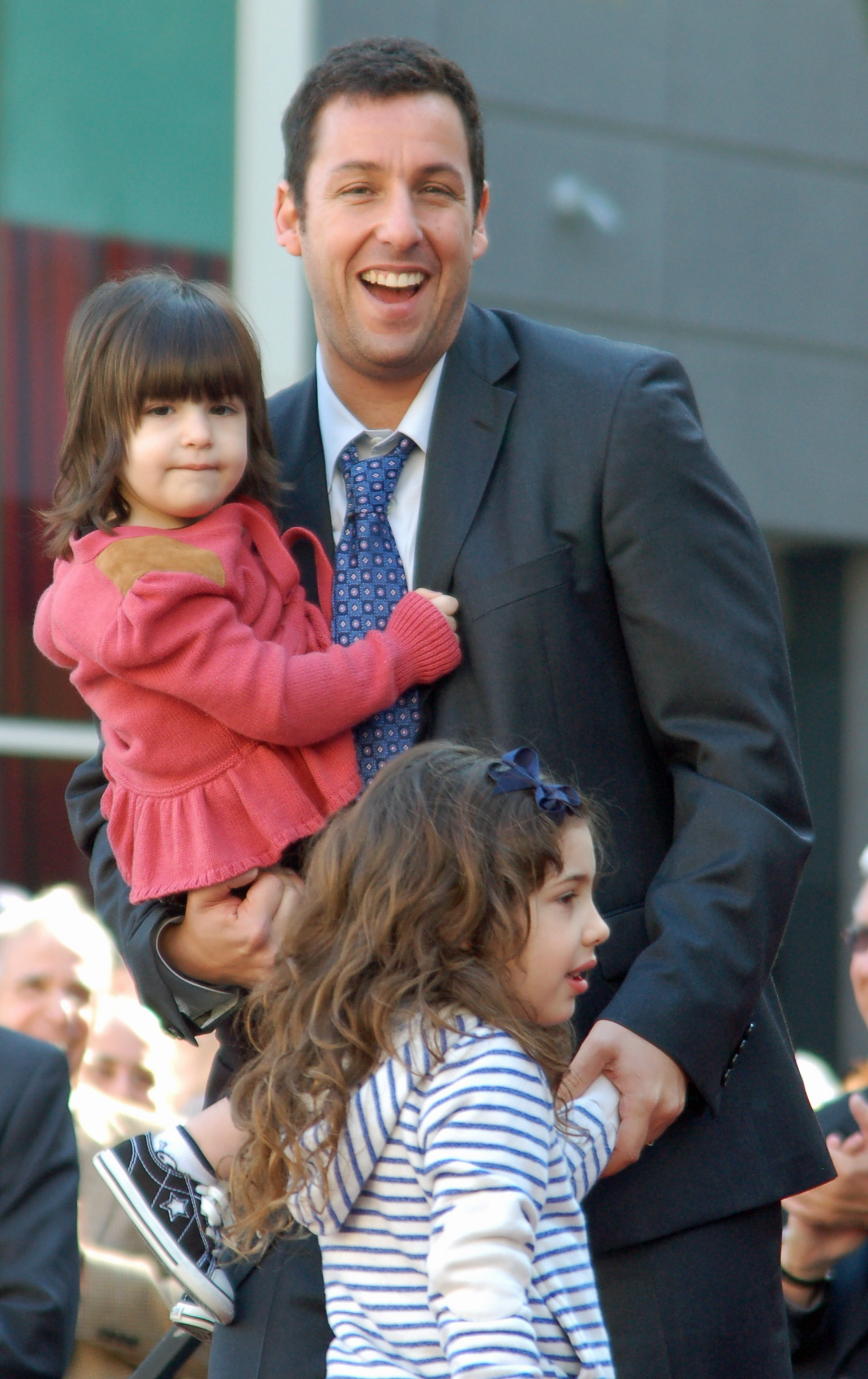
Sandler med sina döttrar Sunny och Sadie 2011.

Sandler både producerade och skådespelade i sportdramat Hustle (2022) där särskilt hans rolltolkning blev hyllad. Han blev nominerad till flera priser, däribland Screen Actors Guild Award. År 2023 mottog Sandler det prestigefyllda priset Mark Twain Prize for American Humor. Samma år återförenades han med Jennifer Aniston och repriserade sin roll i Murder Mystery 2. Filmen fick ett blandat mottagande. Han syntes även i Netflixkomedin You Are So Not Invited To My Bat Mitzvah (2023) och hade röstrollen som huvudkaraktären i den animerade Leo (2023). Båda filmerna fick ett gott mottagande från kritiker.
Sandler återförenades med Josh Safdie som regisserade hans ståuppföreställning Adam Sandler: Love You (2024). Han medverkade samma år i den svenska regissören Johan Rencks drama science fiction Spaceman och fick hyllningar för sin dramatiska insats. År 2024 mottog han också priset People's Choice Icon på People's Choice Awards. Han var också den bäst betalda skådespelaren med en inkomst på 73 miljoner dollar.

## Privatliv
Adam Sandler är gift med Jackie Titone sedan den 22 juni 2003. Hon konventerade till Sandlers religion judendom. Tillsammans har de döttrarna Sadie (född 2006) och Sunny (född 2008). Sandlers fru och barn medverkar ofta i mindre roller i hans filmer. Hans brorson Jared har också synts i filmer med honom, såsom Pixels (2015).
År 2007 skänkte Sandler 1 miljon dollar till Boys & Girls Clubs of America, en organisation som hjälper barn utan möjligheter till aktiviteter utanför skolan.

## Filmografi

### Film
| År   | Titel                                      | Roll                          | Notering                           |
| ---- | ------------------------------------------ | ----------------------------- | ---------------------------------- |
| 1989 | Going Overboard                            | Schecky Moskowitz             | Även manus                         |
| 1990 | The Dog Police                             | Shifty                        | TV-film                            |
| 1991 | Shakes the Clown                           | Dink the Clown                |                                    |
| 1993 | Coneheads                                  | Carmine Weiner                |                                    |
| 1994 | Airheads                                   | Pip, the drummer              |                                    |
| 1994 | Mixed Nuts                                 | Louie Capshaw                 |                                    |
| 1995 | Billy Madison                              | Billy Madison                 | Även manus                         |
| 1996 | Happy Gilmore                              | Happy Gilmore                 | Även manus                         |
| 1996 | Bulletproof                                | Archie Moses                  |                                    |
| 1998 | The Wedding Singer                         | Robbie Hart                   |                                    |
| 1998 | Dirty Work                                 | Satan                         | Cameo                              |
| 1998 | Waterboy                                   | Robert "Bobby" Boucher, Jr.   | Även manus och producent           |
| 1999 | Big Daddy                                  | Sonny Koufax                  | Även manus och producent           |
| 1999 | Hollywood gigolo                           | Robert Justin                 | Röstcameo även producent           |
| 2000 | Little Nicky                               | Nicholas "Little Nicky"       | Även manus och producent           |
| 2001 | The Concert for New York City              | Operaman                      | Cameo                              |
| 2001 | The Animal                                 | Townie                        | Cameo även producent               |
| 2002 | Punch-Drunk Love                           | Barry Egan                    |                                    |
| 2002 | Mr. Deeds                                  | Mr. Longfellow Deeds          | Även producent                     |
| 2002 | Åtta galna nätter                          | Olika roller                  | Röstroll, även manus och producent |
| 2002 | A Day with the Meatball                    | Sig Själv                     | Kortfilm, även manus och producent |
| 2002 | The Hot Chick                              | Mambuza Bongo Guy             | Cameo, även producent              |
| 2003 | Pauly Shore Is Dead                        | Sig själv                     | Röstcameo                          |
| 2003 | Stupidity                                  | Sig själv                     | Dokumentär                         |
| 2003 | Couch                                      | Couch Testing Guy             | Kortfilm                           |
| 2003 | Anger Management                           | Dave Buznik                   | Även producent                     |
| 2004 | 50 First Dates                             | Henry Roth                    |                                    |
| 2004 | Spanglish                                  | John Clasky                   |                                    |
| 2005 | Benknäckargänget                           | Paul Crewe                    | Även producent                     |
| 2005 | Deuce Bigalow: European Gigolo             | Javier Sandooski              | Cameo, även producent              |
| 2006 | Click                                      | Michael Newman                | Även producent                     |
| 2007 | Vänner för livet                           | Charles "Charlie" Fineman     |                                    |
| 2007 | Härmed förklarar jag er Chuck och Larry    | Charles "Chuck" Levine        | Även producent                     |
| 2008 | Jiddra inte med Zohan                      | Zohan Dvir / Scrappy Coco     | Även manus och producent           |
| 2008 | Bedtime Stories                            | Skeeter Bronson               | Även producent                     |
| 2009 | Funny People                               | George Simmons                |                                    |
| 2010 | Grown Ups                                  | Leonard "Lenny" Feder         | Även manus och producent           |
| 2011 | Min låtsasfru                              | Dr. Daniel "Danny" Maccabee   | Även producent                     |
| 2011 | Zookeeper                                  | Donald the Capuchin Monkey    | Röstroll, även producent           |
| 2011 | Jack and Jill                              | Jack & Jill Sadelstein        | Även manus och producent           |
| 2012 | That's My Boy                              | Donny Berger                  | Även producent                     |
| 2012 | Hotell Transylvanien                       | Greve Dracula                 | Röstroll, även producent           |
| 2013 | Grown Ups 2                                | Leonard "Lenny" Feder         | Även manus och producent           |
| 2014 | Blended                                    | Jim Friedman                  | Även producent                     |
| 2014 | Top Five                                   | Sig själv                     | Cameo                              |
| 2014 | Men, Women & Children                      | Don Truby                     |                                    |
| 2014 | The Cobbler                                | Max Simkin                    |                                    |
| 2015 | Pixels                                     | Sam Brenner                   | Även producent                     |
| 2015 | I Am Chris Farley                          | Sig själv                     | Dokument                           |
| 2015 | Hotell Transylvanien 2                     | Greve Dracula                 | Röstroll, även manus och producent |
| 2015 | The Ridiculous 6                           | Tommy "White Knife" Stockburn | Även manus och producent           |
| 2016 | The Do-Over                                | Max Kessler                   | Även producent                     |
| 2017 | Sandy Wexler                               | Sandy Wexler                  | Även manus och producent           |
| 2017 | The Meyerowitz Stories                     | Danny Meyerowitz              |                                    |
| 2017 | Puppy!                                     | Greve Dracula                 | Kortfilm, röstroll                 |
| 2018 | The Week Of                                | Kenny Lustig                  | Även manus och producent           |
| 2018 | Hotell Transylvanien 3: En monstersemester | Greve Dracula                 | Röstroll                           |
| 2019 | Murder Mystery                             | Nick Spitz                    | Även producent                     |
| 2019 | Uncut Gems                                 | Howard Ratner                 |                                    |
| 2020 | Goldman v Silverman                        | Rod Goldman                   | Kortfilm, även manus               |
| 2020 | Nature Planet                              | Berättare                     | Kortfilm, röstroll, även producent |
| 2020 | Hubie Halloween                            | Hubie Dubois                  | Även manus och producent           |
| 2022 | Norm Macdonald: Nothing Special            | Sig själv                     | Stand-up special                   |
| 2022 | Hustle                                     | Stanley Sugarman              | Även producent                     |
| 2023 | Murder Mystery 2                           | Nick Spitz                    | Även producent                     |
| 2023 | You Are So Not Invited To My Bat Mitzvah   | Danny Friedman                | Även producent                     |
| 2023 | Leo                                        | Leonardo                      | Röstroll, även manus och producent |
| 2024 | Spaceman                                   | Jakub Procházka               |                                    |
| 2025 | Jay Kelly                                  |                               |                                    |
| 2025 | Happy Gilmore 2                            | Happy Gilmore                 |                                    |

### TV
| År        | Titel                                      | Roll                                   | Notering                               |
| --------- | ------------------------------------------ | -------------------------------------- | -------------------------------------- |
| 1987-1988 | Cosby                                      | Smitty                                 | 4 avsnitt                              |
| 1987-1990 | Remote Control                             | The Stud Boy and the Trivia Delinquent | Tävlingsprogram                        |
| 1990      | The Marshall Chronicles                    | Usher                                  | Avsnitt: "Brightman SATyricon"         |
| 1990      | ABC Afterschool Special                    | Langare                                | Avsnitt: "Testing Dirty"               |
| 1990-1995 | Saturday Night Live                        | Olika roller                           | 87 avsnitt                             |
| 1993      | The Larry Sanders Show                     | Sig själv                              | Avsnitt: "Hank's Wedding"              |
| 1996      | Adam Sandler: What the Hell Happened to Me | Sig själv                              | TV-special                             |
| 2001      | Panik i plugget                            | Sig själv                              | Avsnitt: "The Assistant"               |
| 2007      | Kungen av Queens                           | Jeff "The Beast" Sussman               | Avsnitt: "Mild Bunch"                  |
| 2009      | Sesam                                      | Sig själv                              | 2 avsnitt                              |
| 2013      | Jessie                                     | Sig själv                              | Avsnitt: "Punched Dumped Love"         |
| 2014      | Brooklyn Nine-Nine                         | Sig själv                              | Avsnitt: "Operation: Broken Feather"   |
| 2016      | Kevin Can Wait                             | Jimmy Lander                           | Avsnitt: "Who's Better Than Us?"       |
| 2017      | Real Rob                                   | Sig själv                              | Avsnitt: "Authentic Self"              |
| 2018      | Adam Sandler: 100% Fresh                   | Sig själv                              | TV-special                             |
| 2018      | Kevin Can Wait                             | Jimmy Lander                           | Avsnitt: "A Band Done"                 |
| 2019      | Saturday Night Live                        | Värd                                   | Avsnitt: "Adam Sandler / Shawn Mendes" |
| 2020      | Home Movie: The Princess Bride             | Grandfather                            | Avsnitt: "Chapter One: As You Wish"    |
| 2024      | Adam Sandler: Love You                     | Sig själv                              | TV-special                             |